# Теллурид свинца
Теллури́д свинца́ (PbTe) — бинарное неорганическое химическое соединение свинца и теллура, кристаллизующееся в кубической структуре типа NaCl. Узкозонный прямозонный полупроводник группы AIVBVI  с шириной запрещённой зоны 0,31 эВ при 300 K. Популярный термоэлектрический материал. Встречается в природе в виде минерала алтаита.
Теллурид свинца имеет необычно высокую для полупроводников диэлектрическую проницаемость ({\displaystyle \epsilon _{0}=}410 при 300 K), величина которой увеличивается до 3000 при охлаждении до 7,8 K. Поэтому теллурид свинца относят к виртуальным сегнетоэлектрикам.
Большое практическое значение имеет тройное соединение свинец-олово-теллур, имеющее ширину запрещенной зоны, зависящую от количества олова.  Оно используется при изготовлении фоторезисторов, фотодиодов, лазеров, работающих в инфракрасной области спектра.